# حركة أنا لا أدفع
أنا لا أدفع للحركة ((باليونانية: Κίνημα Δεν Πληρώνω)‏، Kínima den Pliróno) هو حزب سياسي يوناني تأسس في مارس 2012 من قبل مواطنين شاركوا في حركة «أنا لا أدفع». شاركت في الانتخابات الوطنية في مايو 2012 وفازت بنسبة 0.9 ٪ من الأصوات.
يقترح الحزب من بين أمور أخرى:
- قم بإزالة جميع محطات التعرفة في البلاد - طرق مجانية للجميع
- إزالة جميع الارتفاعات التي فُرضت على المواطنين
- تدفئة مجانية للعاطلين والفقراء والعائلات الكبيرة
- حرية السفر والوصول المجاني إلى وسائل النقل العام للجميع
- تأميم البنوك تحت سيطرة الشعب[1]

## أنظر أيضا
- لا تدفع في المملكة المتحدة

## روابط خارجية
- موقع رسمي